# 重度訪問介護従業者
重度訪問介護従業者（じゅうどほうもんかいごじゅうぎょうしゃ）は、訪問介護を行う者の資格の一つで、都道府県知事の指定する重度訪問介護従業者養成研修の課程を修了した者をいう。2006年度に施行された障害者自立支援法に基づく居宅介護（障がい者（児）ホームヘルプ）業務のうち、特に障害が重いと認定された障害者（障害程度区分3～6）の重度訪問介護業務に従事する。資格付与（修了証明書・修了証書が資格証となる）については講習施行者によって行なわれる。
重度訪問介護従業者資格の認知度については一般的にまだまだ高いとはいえないが、介護保険法に基づく研修を行う訪問介護員資格などと比べ、より障害者の特化や応用技術に重点をおいて研修を行うため、需要が高まりつつある。
厚生労働省は2005年、介護に携わる者の資格を介護福祉士に一本化する方向を打ち出したが、需要に対し供給が全く追いついていない状況である。実際に現場では障害の程度が重くなるほど介護方法に細かな配慮が必要なため、常に従事者が不足している状況にあり、従事者増加を望む声は多い。

## 養成研修
重度訪問介護従業者の資格には基礎課程と追加課程の2課程があり、自治体によって受講要件にかなりの違いがあるため、受講の際は各研修事業者に問い合わせの事。
| 課程     | 研修内容 | 受講対象者                                                         | 時間 |
| -------- | --- | ------------------------------------------------------------------ | ---- |
| 基礎課程 | 重度訪問介護業務に関する知識・技術を修得                                                                       | 重度訪問介護業務に従事する者又はその予定者                         | 時間 |
| 追加課程 | 重度訪問介護サービス利用者のうち、特に重度の障害者に対する支援の方法及び緊急時の対応等に関する知識・技術を修得 | 重度訪問介護業務に従事する者又はその予定者（基礎課程修了者に限る） | 時間 |

## 業務の内容
- 基礎課程‥重度訪問介護業務 但し障害程度区分5以下
- 追加課程‥重度訪問介護業務
- 統合課程..基礎課程、追加課程に加えて喀痰吸引3号(特定のものに対する、器官カニューレ内部、口腔内、鼻腔内の喀痰の吸引、経管栄養)

## 研修
- 全国都道府県で行われ、日程は各都道府県で違う。下記は広島県の例。

### 研修科目
基礎課程
- 講義
  - 重度の肢体不自由者の地域生活及び従業者の職業倫理（2時間）
  - 基礎的な介護技術（1時間）
- 実技
  - 基礎的な介護と重度の肢体不自由者とのコミュニケーション技術（5時間）
  - 外出時の介護技術（2時間）

追加課程
- 講義
  - 医療的ケアを必要とする重度訪問介護利用者の障害及び支援（4時間）
  - コミュニケーションの技術(2時間）
  - 緊急時の対応及び危険防止（1時間）
- 実習
  - 重度の肢体不自由者の介護サービス提供現場での実習（3時間）